# Средние века (журнал)
«Средние века. Исследования по истории Средневековья и раннего Нового времени» — советский и российский научный исторический журнал. Появился в 1942 году под грифом Академии наук СССР. Издаётся Институтом всеобщей истории РАН. В 1952—1957 и 1966—2006 годах — за исключением 1996 — ежегодник. В числе редколлегии — Антон Анатольевич Горский; среди членов редсовета — Лорина Петровна Репина. Входит в список рецензируемых изданий, рекомендуемых ВАК РФ для защиты кандидатской и докторской диссертации (см. Список ВАК).
Журналом проводятся читательские конференции, например, 6-8 сентября 2021 года прошла «Переводы в истории Средневековья и в работе медиевиста», организованная Отделом Западноевропейского Средневековья и раннего Нового времени Института всеобщей истории Российской академии наук и Научно-учебной лабораторией медиевистических исследований НИУ ВШЭ.
Ответственный редактор — член-корр. РАН П. Ю. Уваров (с 2008). С начала 2009 года функционирует собственный веб-сайт.

## История издания
Первый выпуск, вышедший в 1942 году, был подготовлен сектором Средних веков Института истории АН СССР (с разделением этого Института в 1968 году, данный сектор окажется в новообразованном Институте всеобщей истории, ныне РАН) и открывался программной статьей «Задачи советской исторической науки в области изучения истории средних веков».
Вышедший в 1946 году второй выпуск альманаха «Средние века» был посвящен памяти первого советского академика-медиевиста Д. М. Петрушевского (1863—1942), вклад которого в историческую науку оценивался очень высоко, как и его образ настоящего вдумчивого ученого (там в частности была опубликована статья Р. Ю. Виппера «Пятьдесят лет дружбы с Д. М. Петрушевским»). Выпуск был раскритикован за «буржуазный объективизм» и избыточное цитирование иностранных историков.
В 1951 году, вновь через пять лет, вышел III том. Ответственным редактором издания с 1942 по 1959 год был академик Е. А. Косминский (выпуски I—XVI), редактором XVII выпуска (посвященного 70-летию С. Д. Сказкина) была д.и.н. Н. А. Сидорова, в дальнейшем изданием руководили акад. С. Д. Сказкин (1961—1973), д.и.н. А. И. Данилов (1973—1980), член-корр. АН СССР В. И. Рутенбург (1981—1988), д.и.н. А. А. Сванидзе (1989—2007), член-корр. РАН П. Ю. Уваров (с 2008).
Ответственный секретарь (1974—1982) и член редколлегии (1975—1983) — Лидия Тихоновна Мильская (1924—2006).

## Редакционная коллегия
В состав редколлегии входят: к.и.н. А. А. Анисимова (отв. секретарь), М. Дыго (Польша), акад. С. П. Карпов, д.и.н. И. Г. Коновалова, д.и.н. Т. В. Кущ, д.и.н. П. В. Лукин, д.и.н. Е. А. Мельникова, д.и.н. И. С. Филиппов, М. Фонт (Венгрия), д.и.н. С. К. Цатурова (зам. отв. редактора), д.и.н. М. А. Юсим.